# Nora Soder
Nora Soder (* 2. Mai 1991) ist eine Schweizer Politikerin (Grüne).

## Leben
Nora Soder absolvierte den Master in Schulischer Heilpädagogik an der Universität Fribourg. Sie arbeitet am Zentrum für Kinder mit Sinnes- und Körperbehinderung ZKSK-AG in Solothurn. Sie lebt in Biel.

## Politik
Soder wurde 2022 in den Grossen Rat des Kantons Bern gewählt, wo sie seit 2022 Mitglied der Sicherheitskommission und Ersatzmitglied der Gesundheits- und Sozialkommission ist. Im September 2024 trat sie aus Grossen Rat zurück.
Soder ist Co-Präsidentin des Vereins FAIR. und Vorstandmitglied der Grünen Seeland-Biel.